# Arcizac-Adour
Arcizac-Adour är en kommun i departementet Hautes-Pyrénées i regionen Occitanien i sydvästra Frankrike. Kommunen ligger i kantonen Laloubère som tillhör arrondissementet Tarbes. År 2022 hade Arcizac-Adour 600 invånare.

## Befolkningsutveckling
Antalet invånare i kommunen Arcizac-Adour
| Referens: INSEE |